# Olenivka, Pervomaiske
Olenivka (în ucraineană Оленівка) este un sat în comuna Hvardiiske din raionul Pervomaiske, Republica Autonomă Crimeea, Ucraina.

## Demografie
Componența lingvistică a localității Olenivka
     Rusă (67,96%)
     Ucraineană (22,09%)
     Tătară crimeeană (9,22%)
     Alte limbi (0,73%)
Conform recensământului din 2001, majoritatea populației localității Olenivka era vorbitoare de rusă (67,96%), existând în minoritate și vorbitori de ucraineană (22,09%) și tătară crimeeană (9,22%).